# 鹿出しゅんのすけ
鹿出 しゅんのすけ（ろくで しゅんのすけ、旧芸名：鹿出 俊之輔、1960年3月7日 - ）は、日本の俳優。大分県出身。宝井プロジェクト所属。

## 人物
文学座俳優養成所出身。
身長175cm。体重70kg。
特技はアウトドア、作詞、作曲。

## 出演

### テレビドラマ
- ハロー!グッバイ（1989年）
- 鬼平犯科帳（中村吉右衛門版）（1989年） - 長次
- 代表取締役刑事
  - 第4話「家族の肖像」（1990年）
  - 第21話「マルタの鷹」（1991年）
- 金曜ドラマシアター / 実録犯罪史シリーズ 第1作（1991年）
- 水曜ドラマ
  - 平成夫婦茶碗〜ドケチの花道（2000年）
  - ハケンの品格（2007年） - 遺失物センター職員
- 百年の物語（2000年）
- ドラマDモード / 陰陽師（2001年） - 疫病の男
- 渋谷系女子プロレス（2001年）
- 金曜ドラマ
  - 世界で一番熱い夏（2001年）
  - クロコーチ（2013年） - 捜査一課長
- 本家のヨメ（2001年） - 不動産屋
- ナイトホスピタル〜病気は眠らない〜（2002年） - 伊藤
- 連続テレビ小説 / こころ（2003年） - 体育教師
- 動物のお医者さん（2003年） - 検査師
- 月曜ミステリー劇場
  - 陰の季節 第6作（2003年） - タクシー運転手
  - 税務調査官・窓際太郎の事件簿 第13作（2005年） - 民自党議員
- ライオン先生（2003年） - 警備員
- はみだし刑事情熱系（2004年）
- 土曜ワイド劇場 / ハラハラ刑事〜危険な二人の犯罪捜査〜 第1作（2004年） - サラリーマン
- ウルトラシリーズ
  - ウルトラQ dark fantasy（2004年） - コメンテーター
  - ウルトラマンネクサス（2004年 - 2005年） - 相馬（TLT幹部）
  - ウルトラマンメビウス（2007年） - 医師
- SHISEIDO PRESENTS　あの日にかえりたい。（2004年）
- 日曜劇場
  - Mの悲劇（2005年）
  - 佐々木夫妻の仁義なき戦い（2008年）
  - 官僚たちの夏（2009年）
- アストロ球団（2005年）
- 名探偵赤冨士鷹（2005年） - 浮浪者
- HERO 特別編（2006年） - 客の男
- 土曜ドラマ / 魂萌え!（2006年） - 医者
- 木曜ドラマ
  - おいしいごはん 鎌倉・春日井米店（2007年）
  - 7人の女弁護士（2008年）
- 鹿鳴館（2008年）
- ラスト・フレンズ（2008年）
- オルトロスの犬 第6話（2009年8月28日、TBS） - 医師 役
- 月曜ゴールデン / 離婚妻探偵 第2作（2009年）
- マイガール（2009年）
- ドラマW（2010年）
  - 横山秀夫サスペンス 第1作
  - 幻夜
- 天使の代理人（2010年） - 医師
- リーガル・ハイ（2012年）
- いねむり先生（2013年） - タクシー運転手
- 土曜プレミアム / 星新一ミステリーSP「華やかな三つの願い」（2014年） - 執事
- 宇宙戦隊キュウレンジャー（2017年） - 民衆
- 相棒
  - （2018年）
  - （2020年） - 真柴恭平
- 赤ひげ2（2019年） - おすみの父
- 婚活1000本ノック 最終話（2024年）- トラクターの運転手
- 放課後カルテ 第2話（2024年10月19日、日本テレビ） - 境内で倒れる老人 役[2]

### バラエティ番組
- ビートたけしのTVタックル
- とんねるずのみなさんのおかげでした
- ここがヘンだよ日本人
- ベストタイム
- オフレコ!
- こたえてちょーだい!
- ザ!世界仰天ニュース
- せきらら白書
- 中居正広の金曜日のスマたちへ
- 最終警告!たけしの本当は怖い家庭の医学
- アートエンターテインメント 迷宮美術館 - オキナ

### 映画
- 犬神家の一族（2006年）
- クローズド・ノート（2007年）
- 私は貝になりたい（2008年）

### Vシネマ
- GUN CRAZY - 小久保章弘

### 舞台
- ベートーヴェン物語
- 黄昏
- カリギュラ
- アンチゴーヌ
- 夜打つ太鼓
- 友達

### その他
- 恋のから騒ぎ ドラマスペシャル 〜Love StoriesII〜（2005年） - 方言指導